# Гордіївка (Кропивницький район)
Горді́ївка — село в Україні, у Компаніївській селищній громаді Компаніївського району Кіровоградської області. Населення становить 59 осіб. До 2020 орган місцевого самоврядування — Першотравенська сільська рада.

## Географія
У селі бере початок Балка Лозуватка.

## Населення
Згідно з переписом УРСР 1989 року чисельність наявного населення села становила 64 особи, з яких 25 чоловіків та 39 жінок.
За переписом населення України 2001 року в селі мешкало 59 осіб.

### Мова
Розподіл населення за рідною мовою за даними перепису 2001 року:
| Мова       | Відсоток |
| ---------- | -------- |
| українська | 98,31 %  |
| російська  | 1,69 %   |